# Ade Bethune
Ade Bethune (12 de enero de 1914 - 1 de mayo de 2002) fue una artista litúrgica católica.
Estaba asociada con el Movimiento del Trabajador Católico, y diseñó una primera ilustración para unapublicación, el Catholic Worker, usado por primera vez en 1935. Más tarde lo rediseñó en 1985. Bethune era una defensora de la iconografía tradicional.
Está enterrada en Portsmouth Abbey, Portsmouth (Rhode Island).

## Primeros años de vida
Bethune nació como baronesa Adélaide de Bethune, en una familia noble belga. Sus padres, Gaston y Marthe  Terlinden, emigraron con la familia después de la Primera Guerra Mundial.

## Comienzos de su carrera
Ade ofreció voluntariamente sus ilustraciones para mejorar la calidad del Trabajador Católico cuando era una estudiante de arte de diecinueve años, impresionada con el trabajo de Dorothy Day. Esto le sirvió como una preparación para sus posteriores ilustraciones para obras litúrgicas católicas como "My Sunday Missal" en 1937, y obras similares como "My Lenten Missal".
Bethune también trabajó estrechamente con Graham Carey y con la Asociación de Arte Católico, fundada en 1937 por la hermana Esther Newport. A partir de la década de 1960, fue directora artística de Terra Sancta Guild, una empresa comercial que producía obras de arte religioso para muchas denominaciones cristianas.

## Activismo social
Ade estaba interesada en el trabajo del Movimiento del Trabajador Católico con hospitalidad para los pobres cuando era estudiante de arte. Continuó con este interés a lo largo de su vida, y se interesó en la cuestión de proporcionar vivienda a los ancianos, particularmente a los ancianos pobres. En 1966, ayudó en la fundación de Church Community Housing Corporation en el condado de Newport, Rhode Island , para diseñar y construir viviendas. En 1991 fundó 'Star of the Sea' para renovar un antiguo convento de las Carmelitas en una comunidad intencional y viviendas de vanguardia para los ancianos, donde vivió, ella misma, hasta su muerte en el 2002.

## Obras artísticas
- Crucifijo, Parroquia de St. Paulinus, Clairton, Pensylvania.
- Diseño de la iglesia de San Leo en St. Paul, Minnesota, incluido un altar central.
- Capilla de altar y óculo de vidrieras en Chapel + Cultural Center en Rensselaer, espacio de artes escénicas y espiritual en Troy (Nueva York).
- Mosaico de la pared del Baptisterio, Iglesia del Cristo enojado, Ciudad de Victorias, Filipinas.[6]
- Mosaicos murales y tabernáculo de laca en colaboración con el arquitecto checo Antonin Raymond , y artista filipinoamericano, Alfonso Ossorio , capilla de San José Obrero, en la isla Negros, Filipinas.[7]